# Pile de Cinq-Mars

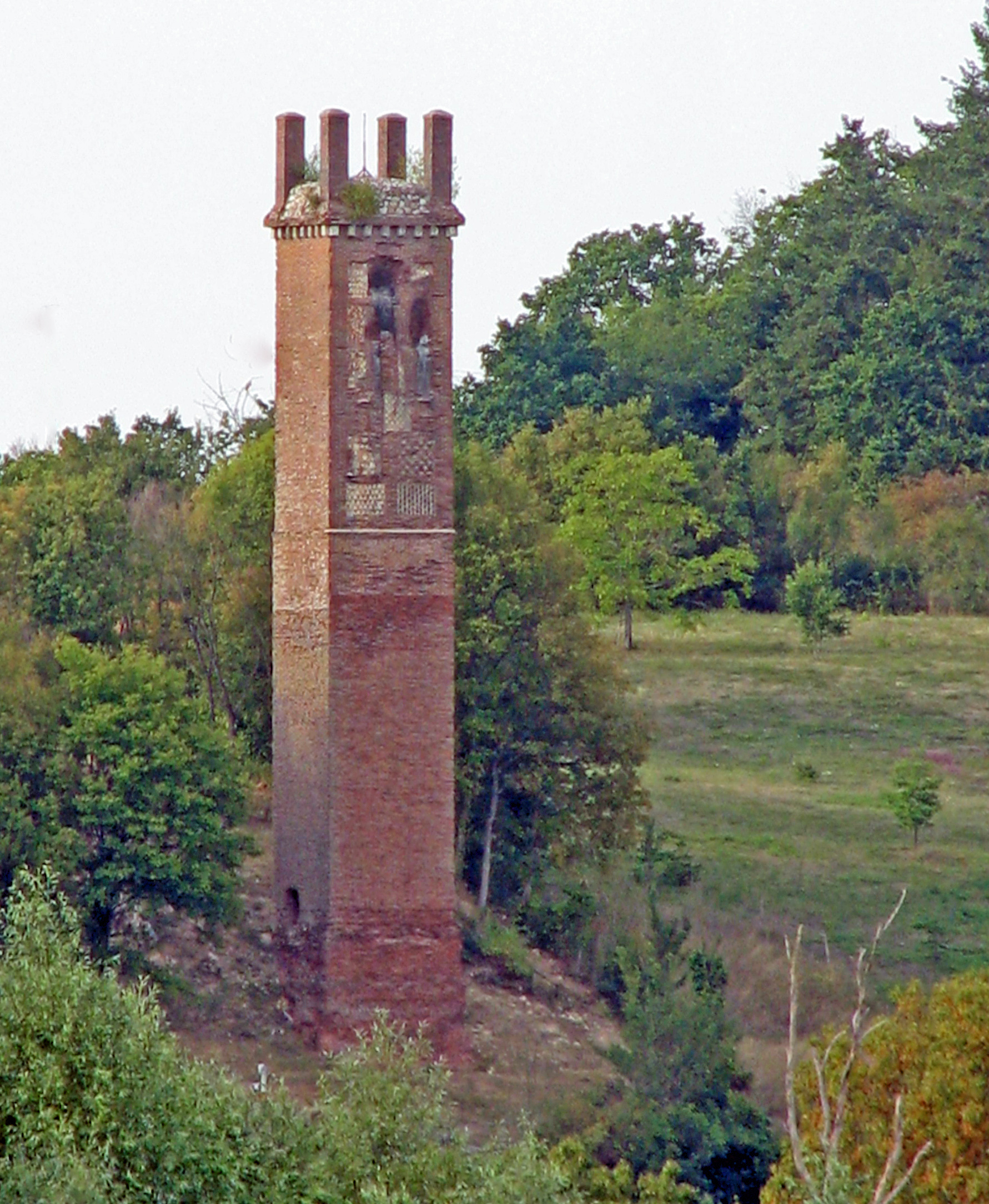
La pile de Cinq-Mars

Die Säule von Cinq-Mars (französisch: pile de Cinq-Mars) ist eine außergewöhnlich gut erhaltene römische Begräbnisstätte des 2. oder 3. Jahrhunderts. Sie beherrscht das Loire-Tal bei Cinq-Mars-la-Pile, Département Indre-et-Loire.
Die Säule wurde erstmals durch François Rabelais in Gargantua, XVI, in Bezug auf den Marquis de Cinq-Mars erwähnt, « la pile sainct Mars aupres de Langès ».

## Beschreibung
Es handelt sich um eine langgestreckte Säule von quadratischem Grundriss, mit einer Höhe von 29,50 m. Das Baumaterial besteht aus 104.000 Backsteinen mit einer Größe von 33 × 22 cm. Der obere Teil der Säule ist nach Süden zum Fluss hin ornamental verziert und mit vier Abschlusssäulen an den Ecken versehen.
Bei Grabungen im Jahr 2005 wurden auf der Nordseite Überreste einer monumentalen Terrasse, ein Gebäude und eine Statue mit der Darstellung eines orientalischen Gefangenen entdeckt. Das Ensemble kann als Grabstätte auf das Ende des zweiten Jahrhunderts oder den Beginn des dritten Jahrhunderts datiert werden. Ähnliche Begräbnisstätten sind aus Aquitanien bekannt. Von daher kann dieses Mausoleum als markantes Grabmonument eines turonischen (Galle von Tours) Würdenträgers, möglicherweise eines hochrangigen Militärs, angesehen werden, dessen Leistungen man gedenken wollte.